# Ang Babae Sa Septic Tank
Ang Babae Sa Septic Tank é um filme de drama filipino de 2011 dirigido e escrito por Marlon Rivera. Foi selecionado como representante das Filipinas à edição do Oscar 2012, organizada pela Academia de Artes e Ciências Cinematográficas.

## Elenco
- Eugene Domingo
- JM De Guzman - Bingbong
- Kean Cipriano - Rainier de la Cuesta
- Cai Cortez - Jocelyn